# 天才てれびくんシリーズの企画一覧
天才てれびくんシリーズの企画一覧（てんさいてれびくんシリーズのきかくいちらん）は、『天才てれびくんシリーズ』で放送された企画一覧。

## アニメ
- バーチャル世界アニメシリーズ（バーチャル3部作）
  - 恐竜惑星（1993年度）
  - ジーンダイバー（1994年度）
  - 救命戦士ナノセイバー（1997年度）
- アリス探偵局（1995年度 - 1996年度）
- アリスSOS（1998年度）
- スージーちゃんとマービー（1999年度）
- へろへろくん（2000年度）
- 探偵少年カゲマン（2001年度）
- ベイベーばあちゃん（2002年度）
- ちび☆デビ!（2011年度 - 2013年度）
- ズモモとヌペペ（2012年度）
- 黒魔女さんが通る!!（2012年度 - 2013年度）
- 超爆裂異次元メンコバトル ギガントシューター つかさ（2014年度）
- くつだる。（2014年度 - 2015年度）
- おまかせ!みらくるキャット団（2015年度）
- どちゃもん じゅにあ（2015年度 - 2016年度）
- 探偵チームKZ事件ノート（2015年度）
- 少年アシベ GO! GO!ゴマちゃん（2016年度 - 2019年度）
- ねこねこ日本史（2016年度 - 2020年度）
- ブレーカーズ（2019年度 - 2020年度）
- ふしぎ駄菓子屋 銭天堂（2020年度 - ）※2022年度以降は単独枠で放送
- 宇宙なんちゃら こてつくん（2021年度 - ）※2022年度以降は単独枠で放送

関連企画
- 全国声優オーディション こえたまごっ!（2010年度）
- 大天才テレビジョン アニメ制作部（2011年度）

備考
1. 『天才てれびくんMAX』（2003年度 - 2010年度）はアニメ枠なし。代わりに金曜日の『天才ビットくん』→『ビットワールド』でアニメを放送（2010年度は放送なし）。
2. 『大!天才てれびくん』は2011年度に「大天才テレビジョン アニメ制作部」を半年間放送した後、同じ月曜日に2011年10月10日からアニメ枠が復活。以降、2012年度は3作品、2013年度は2作品の放送。
3. 2014年度 - 2021年度は放送枠を本編から切り離した「天てれアニメ」枠で放送。
4. 2022年度以降はアニメ枠なし。「天てれアニメ」として放送していた2作品は放送時間を変更したうえで単独番組扱いに変更される。

## 人形劇
- ドラムカンナの冒険（2002年度）

## ドラマ

### コーナー
枠内ドラマ全体に対しては以下の項目を参照。
- T.T.K. DRAMA SPECIAL（1994年度・1995年度1学期）
- 天てれドラマ（2005年度 - 2010年度）
- ユゲデール王国（2005年度・2006年度）
- ナンダーMAX（2007年度・2008年度）
- 天てれ9分劇場（2009年度）
- ドラまちがい （2011年度 - 2013年度）

### 年表
作品に関しては個別の項目を参照。
| 凡例 | 番組設定連動                         | バーチャル3部作  | その他                    |
| 年度 | コーナードラマ                       | コーナードラマ   | スペシャルドラマ          |
| 1993 | 恐竜惑星                             |                  | てれび戦士vsテレビ魔王    |
| 1994 | ジーンダイバー                       | 転校生マオ       |                           |
| 1994 | ジーンダイバー                       | ミステリーの館   |                           |
| 1995 | ミステリートラベラー                 | 悪夢の王         |                           |
| 1996 | ダ・ヴィンチの迷宮                   |                  | 風雲ドラQラ城             |
| 1997 | 救命戦士ナノセイバー                 | 妖怪すくらんぶる | 電脳西遊記                |
| 1998 | ザ・ゴーストカンパニー               |                  |                           |
| 1999 | 放送なし                             | 放送なし         |                           |
| 2000 | ザ・ドリームサーフィン               |                  |                           |
| 2000 | 魔界探偵                             |                  |                           |
| 2001 | 魔界同盟                             | 天ドラ           |                           |
| 2002 | SF (?)スペース新喜劇 ラフィン★スター | 天ドラ           |                           |
| 2003 | こちらHK学園笑芸部!                  |                  |                           |
| 2004 | プラズマ界                           |                  |                           |
| 2005 | ユゲデール物語                       | 天てれドラマ     |                           |
| 2006 | 新ユゲデール物語                     | 天てれドラマ     |                           |
| 2007 | 大迷宮冒険記                         | 天てれドラマ     |                           |
| 2008 | 日付変更船プッカリーノ               | 天てれドラマ     |                           |
| 2009 | 天てれ9分劇場                        | 天てれドラマ     |                           |
| 2010 |                                      | 天てれドラマ     |                           |
| 2011 | ドラマ・大天才テレビジョン           | ドラまちがい     |                           |
| 2012 | ドラマ・大天才テレビジョン           | ドラまちがい     |                           |
| 2013 | ドラマ・大天才テレビジョン           | ドラまちがいd    |                           |
| 2014 | Let's天才てれびくん                  | 東京特許許可局   |                           |
| 2015 | Let's天才てれびくん                  | 念力家族         |                           |
| 2016 | Let's天才てれびくん                  | 念力家族         |                           |
| 2017 | 天才てれびくんYOU                    |                  |                           |
| 2018 | 天才てれびくんYOU                    |                  |                           |
| 2019 | 天才てれびくんYOU                    |                  | リアル戦争ゲーム          |
| 2020 | 電空物語                             |                  |                           |
| 2021 | 電空物語                             |                  | モテたいゲンタ,ものがたり |
| 2022 | 電空物語                             |                  |                           |
| 2023 | ジオ物語                             |                  |                           |
| 2024 | ジオ物語                             |                  |                           |
| 2025 | ジオ物語                             |                  |                           |

## ゲーム

### 主要コーナー
| 年度 | 月曜生放送                                | 金曜コーナー                         |
| ---- | ----------------------------------------- | ------------------------------------ |
| 1995 | 電話で挑戦!テレファイター テレファイター2 | クイズ電脳バトラー                   |
| 1996 | テレファイターV3 テレファイターアマゾン   | 電脳ウォーズQ                        |
| 1997 | テレファイターポポゾン                    | クイズ ウルティマX                   |
| 年度 | コーナー名                                | コーナー名                           |
| 1998 | 生2ゲームスタジオ                         | 生2ゲームスタジオ                    |
| 1999 | TTKコロシアム                             | TTKコロシアム                        |
| 2000 | TTKコロシアム                             | TTKコロシアム                        |
| 2001 | TTKコロシアム                             | TTKコロシアム                        |
| 2002 | 天てれゲームスクランブル                  | 天てれゲームスクランブル             |
| 2003 | ゴルゴ13人 / ゴルゴ13面相                 | ゴルゴ13人 / ゴルゴ13面相            |
| 2004 | 天てれゲームゾーン                        | 天てれゲームゾーン                   |
| 2005 | 天てれゲームゾーン                        | 天てれゲームゾーン                   |
| 2006 | お宝争奪!!ゲームバトル in ユゲデール      | お宝争奪!!ゲームバトル in ユゲデール |
| 2007 | お宝カード争奪!ナンダーゲームバトル!      | お宝カード争奪!ナンダーゲームバトル! |
| 2008 | MAXバッジ争奪 ゲームバトル                | MAXバッジ争奪 ゲームバトル           |
| 2009 | アベコーLAND                              | アベコーLAND                         |
| 2010 | ガレッジランド                            | ガレッジランド                       |
| 2011 | 大!木曜LIVE                               | 大!木曜LIVE                          |
| 2012 | 大!木曜LIVE                               | 大!木曜LIVE                          |
| 2013 | 大!木曜LIVE                               | 大!木曜LIVE                          |
| 年度 | 月曜 - 水曜                               | 木曜生放送                           |
| 2014 | 茶の間戦士訓練                            | Let's 木曜生放送                     |
| 2015 | 茶の間戦士訓練                            | Let's 木曜生放送                     |
| 2016 | 茶の間戦士訓練                            | Let's 木曜生放送                     |
| 2017 | トレーニングライブ                        | YOU 木曜生放送                       |
| 2018 | トレーニングライブ                        | YOU 木曜生放送                       |
| 2019 | トレーニングライブ                        | YOU 木曜生放送                       |
| 2020 | ピクセル採掘場                            | hello, 木曜生放送                    |
| 2021 | ピクセル採掘場                            | hello, 木曜生放送                    |
| 2022 | ピクセル採掘場                            | hello, 木曜生放送                    |
| 2023 | エナジー道場                              | 木曜LIVE                             |
| 2024 | エナジー道場                              | 木曜LIVE                             |
| 2025 | エナジー道場                              | 木曜LIVE                             |

### スポーツゲーム
- アタックくん（1993年度）
- かかってきなさい（1994年度）
- 国盗りジパング（1995年度）
- どっかーん新記録（1996年度）
- 天てれスタジアム スーパーキャッチ（2000年度）
- 天てれスタジアム ミラクルシューター（2001年度 - 2002年度）
- 天てれスタジアム 戦国フリースロー（2003年度）
- 紙フトタッチダウン（2004年度 - 2008年度）
- 放課後コロシアム（2006年度 - 2008年度）
- スーパーディスクシューター（2009年度）
- 札式蹴り野球（2011年度）
- フダケリ ワルズの逆襲（2012年度）
- フダケリ ワルズの野望（2013年度）
- 紙フトタッチダウン（2022年度 - 2023年度）

## イベント

### 概要
毎年度夏（8月上旬）または冬にイベント（劇）が開催されている。これらは夏（冬）イベとファンなどから呼ばれている。夏イベ・冬イベの観覧は抽選で行われるが、毎回当選は困難である。2011年度・2013年度は冬に開催した。卒業てれび戦士がイベントに参加したりイベントを見に行くこともある。また2000年度 - 2009年度・2012年度 - 2016年度は毎年11月に行われる教育フェア → NHK文化祭でもイベントが行われていて、これは唯一誰でも見に行くことができた（2016年度のみ事前応募による抽選制）。2000年度から2004年度は年2回で夏は演劇系、冬は音楽系のイベントが開催されていた。2005年度から2013年度は年1回の演劇系の開催となった。2020年からは卒業てれび戦士が出演する有料公演の舞台が開催されている。

### 主要イベント
| タイトル                                                 | 場所                                  | 収録日         | 初回放送日     |
| -------------------------------------------------------- | ------------------------------------- | -------------- | -------------- |
| ポコ・ア・ポコ コンサート                                | 東京都武蔵村山市 武蔵村山市民会館     | 1994年01月23日 | 1994年01月31日 |
| お正月だよ!天才てれびくん                                | 埼玉県和光市 和光市民文化センター     |                | 1995年01月01日 |
| お正月だよ!天才てれびくん                                | 群馬県館林市 館林市文化会館           |                | 1996年01月01日 |
| 決定!日本一!ポコ・ア・ポコ大賞                           | 群馬県館林市 館林市文化会館           |                | 1996年02月12日 |
| 天野茶屋危機いっぱつ!                                    | 埼玉県三郷市 三郷市文化会館           |                | 1997年02月11日 |
| ウドー・ザ・キッド〜アマーノタウンの決斗〜               | 神奈川県厚木市 厚木市文化会館         | 1998年01月11日 | 1998年02月11日 |
| 守れ!黄金の耳かき                                        | 栃木県佐野市 佐野市文化会館           | 1998年09月13日 | 1998年10月10日 |
| 天てれ号 謎の船旅へ                                      | 千葉県市原市 市原市市民会館           | 1999年08月29日 | 1999年10月11日 |
| キノコ帝国の財宝を探せ                                   | 神奈川県綾瀬市 綾瀬市文化会館         |                | 2000年09月23日 |
| ミュージックてれびくんスーパーライブ!!                   | 大阪府吹田市 万国博ホール             |                | 2001年02月12日 |
| てんさい魔法塾に風が吹く!                                | 東京都渋谷区 NHKホール                | 2001年08月03日 | 2001年09月15日 |
| MTKスーパーライブ2002                                    | 北海道札幌市 札幌市教育文化会館       | 2002年01月21日 | 2002年02月11日 |
| SF(?)スペース新喜劇 宇宙旅館SOS!                         | 東京都渋谷区 NHKホール                | 2002年08月03日 | 2002年09月16日 |
| MTKスーパーライブ2003                                    | 大阪府大阪市 NHK大阪ホール            | 2003年01月26日 | 2003年02月11日 |
| 風雲!エドロポリス                                        | 群馬県高崎市 群馬音楽センター         | 2003年08月23日 | 2003年09月23日 |
| スーパー(?)ミュージカル!モンキー座のゴルゴ13面相!        | 東京都渋谷区 NHKホール                | 2004年02月01日 | 2004年02月11日 |
| ロック星の叫び プラズマ宇宙旅行                          | 東京都渋谷区 NHKホール                | 2004年08月01日 | 2004年09月20日 |
| テンタニック号危機一髪!プラズマ大歌合戦                  | 神奈川県座間市 ハーモニーホール座間   | 2005年01月30日 | 2005年02月11日 |
| ユゲデールを救え!てれび戦士 史上最大の危機               | 東京都渋谷区 NHKホール                | 2005年08月07日 | 2005年09月19日 |
| チャイルドスターを救え!未来はボクらのもの                | 東京都渋谷区 NHKホール                | 2006年08月05日 | 2006年09月18日 |
| ボリボリ大サーカスの奇跡〜約束の場所へ〜                 | 東京都渋谷区 NHKホール                | 2007年08月04日 | 2007年09月17日 |
| サヨナラ生放送〜てれび戦士の決断〜                       | 東京都渋谷区 NHKホール                | 2008年08月02日 | 2008年09月15日 |
| Dreaming〜時空をこえる希望の歌〜                         | 東京都渋谷区 NHKホール                | 2009年08月01日 | 2009年09月22日 |
| ホセ王国の不思議な弓矢〜くしゃみ姫を救え!〜              | 東京都渋谷区 NHKホール                | 2010年07月31日 | 2010年09月20日 |
| 迷走劇場ウラシマ                                         | 神奈川県横浜市 KAAT神奈川芸術劇場     | 2012年01月09日 | 2012年02月04日 |
| 真夏の夜の虫                                             | 東京都渋谷区 NHKホール                | 2012年08月04日 | 2012年09月17日 |
| パズルの迷宮とゼロの秘宝                                 | 東京都多摩市 パルテノン多摩           | 2014年01月11日 | 2014年02月11日 |
| 天才てれびくん the STAGE〜てれび戦士REBORN〜             | 東京都千代田区 ヒューリックホール東京 | 2020年01月26日 | 2020年03月28日 |
| 天才てれびくん the STAGE〜バック・トゥ・ザ・ジャングル〜 | 東京都 渋谷区文化総合センター大和田   | 2021年06月26日 | 2021年12月04日 |

### NHK教育フェア
「NHK教育フェア」で開催されたイベント。会場は東京都渋谷区神南のNHK放送センター。
| タイトル                                          | 場所                   | 公演日         | 注釈      | 出典    |
| ------------------------------------------------- | ---------------------- | -------------- | --------- | ------- |
| 教育フェア2000 体験!未来のデジタルこども番組      | テント2000みんなの広場 | 2000年11月     | [ 注 1 ]  | [ 1 ]   |
| 教育フェア2001                                    | NHKふれあいステージ    | 2001年11月17日 | [ 注 2 ]  | [ * 1 ] |
| 教育フェア2002 MTKミニライブ                      | NHKスタジオパーク      | 2002年11月03日 | [ 注 3 ]  | [ 4 ]   |
| 教育フェア2003 MTKミニライブ                      | 野外特設ステージ       | 2003年11月09日 | [ 注 4 ]  | [ 5 ]   |
| 教育フェア2004 天才てれびくんMAX MTKライブ        | NHKキッズステージ      | 2004年11月06日 | [ 注 5 ]  | [ * 2 ] |
| 教育フェア2005 天才てれびくんMAX スペシャルライブ | 野外特設ステージ       | 2005年11月05日 | [ 注 6 ]  | [ * 3 ] |
| 天才てれびくんMAXショー in 教育フェア2006         | 野外特設ステージ       | 2006年11月05日 | [ 注 7 ]  | [ 11 ]  |
| 天才てれびくんMAXショー in 教育フェア2007         | 野外特設ステージ       | 2007年11月04日 | [ 注 8 ]  | [ 12 ]  |
| 天才てれびくんMAXショー in 教育フェア2008         | 野外特設ステージ       | 2008年11月03日 | [ 注 9 ]  | [ * 4 ] |
| 天才てれびくんMAXショー in 教育フェア2009         | 野外特設ステージ       | 2009年10月31日 | [ 注 10 ] | [ * 5 ] |

### ウキウキ木曜!
「NHKみんなの広場ふれあいホール」を会場とした公開生放送。
- 2009年1月8日 新春歌合戦 in ふれあいホール
- 2010年1月7日 新春バトル in ふれあいホール

### その他
- 大!天才てれびくん
- Let's天才てれびくん
- 天才てれびくんYOU
- 天才てれびくんhello,
- 2023年度 - 2025年度

## 特別番組
通常放送枠以外での特別番組。通常放送枠と放送時間が重複する「拡大版」を含み、再放送を除く。
| タイトル                                                                     | 初回放送日時                     | 分数  |
| ---------------------------------------------------------------------------- | -------------------------------- | ----- |
| 天才てれびくん 年忘れ特別総集編                                              | 1993年12月31日 金曜18:00 - 19:00 | 060分 |
| お正月だよ!天才てれびくん てれび戦士vsテレビ魔王 前編                        | 1994年01月01日 土曜18:30 - 19:00 | 030分 |
| お正月だよ!天才てれびくん てれび戦士vsテレビ魔王 後編                        | 1994年01月02日 日曜18:30 - 19:00 | 030分 |
| お正月だよ!天才てれびくん ポコ・ア・ポコ                                     | 1994年01月03日 月曜18:30 - 19:00 | 030分 |
| 生放送だよ!天才てれびくん                                                    | 1994年09月05日 月曜18:00 - 18:30 | 030分 |
| 生放送だよ!天才てれびくん                                                    | 1994年09月06日 火曜18:00 - 18:30 | 030分 |
| 年忘れ!天才てれびくん                                                        | 1994年12月31日 土曜18:00 - 18:45 | 045分 |
| お正月だよ!天才てれびくん                                                    | 1995年01月01日 日曜18:00 - 18:54 | 054分 |
| クイズ・黄金の国ジパング                                                     | 1995年05月05日 金曜10:00 - 11:00 | 060分 |
| 運動会だよ!天才てれびくん                                                    | 1995年10月10日 火曜09:00 - 10:00 | 060分 |
| 年忘れ!天才てれびくん                                                        | 1995年12月31日 日曜18:00 - 18:55 | 055分 |
| お正月だよ!天才てれびくん                                                    | 1996年01月01日 月曜18:00 - 18:55 | 055分 |
| 決定!日本一!ポコ・ア・ポコ大賞                                               | 1996年02月12日 月曜09:00 - 10:00 | 060分 |
| クイズ・電脳コロシアム                                                       | 1996年05月06日 月曜10:00 - 11:00 | 060分 |
| めざせスーパーキッズ!!天てれ運動王                                           | 1996年10月10日 木曜09:00 - 10:00 | 060分 |
| 年忘れ!天才てれびくん'96                                                     | 1996年12月31日 火曜18:00 - 18:50 | 050分 |
| 風雲ドラQラ城                                                                | 1997年01月01日 水曜18:00 - 18:55 | 055分 |
| 天てれ一座旗あげ公演                                                         | 1997年02月11日 火曜09:00 - 10:00 | 060分 |
| 激突!!アマゾン帝国VSウドゾン王国                                             | 1997年05月03日 土曜09:00 - 10:00 | 060分 |
| めざせ!スーパーキッズ!!天てれ秋の大運動会                                    | 1997年10月10日 金曜09:00 - 10:00 | 060分 |
| 大みそかだよ!天才てれびくん                                                  | 1997年12月31日 水曜18:00 - 18:54 | 054分 |
| 電脳西遊記                                                                   | 1998年01月01日 木曜18:00 - 18:54 | 054分 |
| 天才てれびくんスペシャル in 厚木                                             | 1998年02月11日 水曜09:00 - 10:00 | 060分 |
| 守れ!黄金の耳かき                                                            | 1998年10月10日 土曜09:00 - 10:00 | 060分 |
| 大みそかだよ!天才てれびくん                                                  | 1998年12月31日 木曜18:00 - 18:54 | 054分 |
| お正月だよ!天才てれびくん 正月って何だ てれび戦士全国大調査                  | 1999年01月02日 土曜17:00 - 17:59 | 059分 |
| 天てれ号 謎の船旅へ                                                          | 1999年10月11日 月曜09:00 - 10:00 | 060分 |
| 天才てれびくんワイドスペシャル in 寒川 秋の運動会                            | 1999年11月03日 水曜09:00 - 10:00 | 060分 |
| 天てれ号 謎の船旅へ 特別編                                                   | 1999年12月23日 木曜09:00 - 10:14 | 074分 |
| 年忘れ!天才てれびくんワイドスペシャル リクエストアウォード                   | 1999年12月31日 金曜18:20 - 19:24 | 064分 |
| キノコ帝国の財宝を探せ                                                       | 2000年09月23日 土曜09:00 - 10:00 | 060分 |
| 今世紀最後の天才てれびくんワイドスペシャル リクエストアウォード              | 2000年12月31日 日曜18:00 - 19:24 | 084分 |
| ミュージックてれびくんスーパーライブ!!                                       | 2001年02月12日 月曜09:00 - 10:00 | 060分 |
| てんさい魔法塾に風が吹く!                                                    | 2001年09月15日 土曜09:00 - 10:00 | 060分 |
| 大みそかだよ!天才てれびくんワイド 紅白天てれ合戦                             | 2001年12月31日 月曜18:00 - 19:25 | 085分 |
| MTKスーパーライブ2002                                                        | 2002年02月11日 月曜09:00 - 10:00 | 060分 |
| SF(?)スペース新喜劇 宇宙旅館SOS!                                             | 2002年09月16日 月曜10:30 - 12:00 | 090分 |
| MTKスーパーライブ2003                                                        | 2003年02月11日 火曜09:00 - 10:00 | 060分 |
| 風雲!エドロポリス                                                            | 2003年09月23日 火曜09:00 - 10:30 | 090分 |
| モンキー座のゴルゴ13面相                                                     | 2004年02月11日 水曜09:00 - 10:30 | 090分 |
| ロック星の叫び プラズマ宇宙旅行                                              | 2004年09月20日 月曜09:00 - 10:15 | 075分 |
| テンタニック号危機一髪!プラズマ大歌合戦                                      | 2005年02月11日 金曜09:00 - 10:15 | 075分 |
| ユゲデールを救え!てれび戦士 史上最大の危機                                   | 2005年09月19日 月曜09:00 - 10:00 | 060分 |
| 必見!ユゲデール王国衝撃の結末                                                | 2006年04月02日 日曜18:00 - 18:25 | 025分 |
| チャイルドスターを救え!未来はボクらのもの                                    | 2006年09月18日 月曜09:00 - 10:00 | 060分 |
| ボリボリ大サーカスの奇跡〜約束の場所へ〜                                     | 2007年09月17日 月曜09:00 - 10:00 | 060分 |
| サヨナラ生放送〜てれび戦士の決断〜                                           | 2008年09月15日 月曜09:00 - 10:00 | 060分 |
| Dreaming〜時空をこえる希望の歌〜                                             | 2009年09月22日 火曜09:00 - 10:15 | 075分 |
| 天てれpresents 渋谷ドリームチャンピオン MTK全国オーディション2010            | 2010年06月30日 水曜18:00 - 18:55 | 055分 |
| ホセ王国の不思議な弓矢〜くしゃみ姫を救え!〜                                  | 2010年09月20日 月曜09:00 - 10:00 | 060分 |
| 天てれpresents 渋谷ドリームチャンピオン 全国声優オーディション こえたまごっ! | 2010年12月01日 水曜18:00 - 18:55 | 055分 |
| 迷走劇場ウラシマ                                                             | 2012年02月04日 土曜16:00 - 16:59 | 059分 |
| 真夏の夜の虫                                                                 | 2012年09月17日 月曜18:00 - 18:55 | 055分 |
| 祝20周年 バンザイ!天才てれびくん                                             | 2013年01月03日 木曜12:00 - 14:00 | 120分 |
| ドラマ・大天才テレビジョンスペシャル あの事件は何だったのか事件              | 2013年12月30日 月曜18:00 - 18:55 | 055分 |
| パズルの迷宮とゼロの秘宝                                                     | 2014年02月11日 火曜18:00 - 18:55 | 055分 |
| お願い!編集長 天才てれびくんMAX Dream5スペシャル                             | 2015年11月21日 土曜16:00 - 17:00 | 060分 |
| お願い!編集長 天才てれびくんMAX 天てれサーカス部スペシャル                   | 2017年08月19日 土曜16:00 - 17:00 | 060分 |
| 天才てれびくん the STAGE〜てれび戦士REBORN〜                                 | 2020年03月28日 土曜15:00 - 16:50 | 110分 |
| 天才てれびくん the STAGE〜てれび戦士REBORN〜 キャスト座談会                  | 2020年03月28日 土曜16:50 - 16:55 | 005分 |
| 天才てれびくんhello, モテたいゲンタ,ものがたり                               | 2021年08月30日 月曜18:20 - 18:50 | 030分 |
| 天才てれびくんhello, ダンススペシャル                                        | 2021年08月31日 火曜18:20 - 18:50 | 030分 |
| 天才てれびくんhello, hello,ワーク スペシャル                                 | 2021年09月02日 木曜18:20 - 18:50 | 030分 |
| 天才てれびくんhello, 防災スペシャル ワクワク!天てれサバイバルキャンプ        | 2021年09月09日 木曜19:15 - 19:40 | 025分 |
| 天才てれびくんhello, スペシャル バンドでエールをとどけたい!                  | 2021年09月20日 月曜09:00 - 09:30 | 030分 |
| 天才てれびくん the STAGE〜バック・トゥ・ザ・ジャングル〜                     | 2021年12月04日 土曜15:05 - 16:55 | 110分 |
| 天才てれびくんhello, スペシャル 三陸 魅力さがしの旅! 完全版                  | 2022年02月11日 金曜09:00 - 09:30 | 030分 |
| 天才てれびくんhello, 特別編 天てれブレイキン ROAD TO 全日本                  | 2023年03月06日 月曜19:00 - 19:30 | 030分 |
| もうすぐはじまる!天才てれびくん新シリーズ直前スペシャル!                     | 2023年03月30日 木曜17:35 - 18:00 | 025分 |
| 天才てれびくんスペシャル わくわく島留学〜薩摩硫黄島〜                        | 2023年07月29日 土曜14:00 - 14:30 | 030分 |
| オトナの天てれ                                                               | 2023年08月25日 金曜19:25 - 19:55 | 030分 |
| スゴEフェス×天才てれびくん 指プル・ジオワールドカップ                        | 2023年11月25日 土曜16:15 - 17:00 | 045分 |
| スゴEフェス×天才てれびくん                                                   | 2024年11月04日 月曜17:30 - 18:30 | 060分 |

## 特別企画（通常放送枠）
| タイトル                           | 放送期間                        |
| ---------------------------------- | ------------------------------- |
| 天才てれびくん1000回記念           | 1999年02月01日 - 1999年02月05日 |
| 天才てれびくん10周年スペシャル     | 2003年01月20日 - 2003年01月30日 |
| 祝!ETV50 緊急調査 天てれヒストリー | 2009年09月07日                  |
| 新春特別企画!天てれヒストリーMAX編 | 2010年01月06日                  |

## 番組宣伝
| 番組名                                                                | 初回放送日時                     | ch    |
| --------------------------------------------------------------------- | -------------------------------- | ----- |
| テレビ自由席「天才てれびくんの秘密」                                  | 1993年10月10日 日曜22:15 - 22:25 | 総合  |
| 土曜スタジオパーク                                                    | 2007年05月05日 土曜14:02 - 15:00 | 総合  |
| NHKプレマップ「天才てれびくんYOU」                                    | 2017年03月24日 金曜02:46 - 02:48 | Eテレ |
| NHKプレマップ「天才てれびくんhello,」                                 | 2020年03月06日 金曜05:55 - 05:57 | Eテレ |
| NHKプレマップ「天才てれびくんhello,「ハローハロー」おうちバージョン」 | 2020年05月21日 木曜11:58 - 12:00 | Eテレ |
| 天てれは4月から5時35分スタート!                                       | 2022年03月23日 水曜19:30 - 19:35 | Eテレ |

## 関連番組
| 番組名                                              | 放送日時                         | ch   |
| --------------------------------------------------- | -------------------------------- | ---- |
| ミッキー&舞ちゃんの夢と魔法のクリスマス             | 1993年12月25日 土曜19:30 - 20:44 | 総合 |
| 第44回NHK紅白歌合戦 第1部                           | 1993年12月31日 金曜19:30 - 20:55 | 総合 |
| 天才てれびくん外伝 宇宙船ソフィア号の冒険           | 2005年08月13日 土曜11:00 - 11:45 | 教育 |
| ETV50 もう一度見たい教育テレビ こどもの日スペシャル | 2009年05月05日 火曜09:00 - 11:00 | 教育 |
| とどけ!みんなの元気パワー                           | 2009年09月21日 月曜09:00 - 10:15 | 教育 |
| ETV50 もう一度見たい教育テレビ フィナーレ           | 2009年12月31日 木曜16:00 - 18:55 | 教育 |
| 渋谷DEどーも 双方向まつり 公開生放送スペシャル      | 2013年05月05日 日曜13:05 - 13:50 | 総合 |
| スタジオパークからこんにちは こどもの日SP           | 2014年05月05日 月曜13:05 - 14:00 | 総合 |

| 番組名                        | 放送期間                        | ch    |
| ----------------------------- | ------------------------------- | ----- |
| ABUアジア子どもドラマシリーズ | 2009年07月27日 - 2009年07月31日 | 教育  |
| ギャクテン教室                | 2012年10月08日 - 2013年08月19日 | 総合  |
| リモコンWARS                  | 2018年08月07日 - 2019年08月13日 | 総合  |
| ハートネットTV                | 2019年04月01日 -                | Eテレ |

## 天てれ第2部
| 本編   | 年度             | 月曜18:45 - 18:54       | 火曜18:45 - 18:54                                      | 水曜18:45 - 18:54          |
| ------ | ---------------- | ----------------------- | ------------------------------------------------------ | -------------------------- |
| Let's  | 2014             | [D] 東京特許許可局      | [A] 超爆裂異次元メンコバトル ギガントシューター つかさ | [A] くつだる。             |
| Let's  | 2015             | [D] 念力家族            | [A] おまかせ!みらくるキャット団                        | [A] くつだる。             |
| Let's  | 2015             | [A] どちゃもん じゅにあ | [A] おまかせ!みらくるキャット団                        | [A] 探偵チームKZ事件ノート |
| Let's  | 2016             | [D] 念力家族            | [A] 少年アシベ GO!GO!ゴマちゃん                        | [A] ねこねこ日本史         |
| Let's  | 2016             | [A] どちゃもん じゅにあ | [A] 少年アシベ GO!GO!ゴマちゃん                        | [A] ねこねこ日本史         |
| YOU    | 2017             | [C] わらたまドッカ〜ン  | [A] 少年アシベ GO!GO!ゴマちゃん                        | [A] ねこねこ日本史         |
| YOU    | 2018             | [C] わらたまドッカ〜ン  | [A] 少年アシベ GO!GO!ゴマちゃん                        | [A] ねこねこ日本史         |
| YOU    | 2019             | [C] わらたまドッカ〜ン  | [A] 少年アシベ GO!GO!ゴマちゃん                        | [A] ねこねこ日本史         |
| YOU    | [A] ブレーカーズ | [C] わらたまドッカ〜ン  |                                                        | [A] ねこねこ日本史         |
| hello, | 2020             | [C] わらたまドッカ〜ン  |                                                        | [A] ねこねこ日本史         |
| hello, | 2020             | [C] わらたまドッカ〜ン  | [A] ふしぎ駄菓子屋 銭天堂                              | [A] ねこねこ日本史         |
| hello, | 2021             | [C] わらたまドッカ〜ン  | [A] 宇宙なんちゃら こてつくん                          |                            |

備考
天てれ第2部の本放送は1年間で32回（3か月間で8回相当）。
再放送の日程は一部の回を除き、『Let's天才てれびくん』『天才てれびくんYOU』と同日。
2016年10月3日 - 5日は『わらたまドッカ〜ン』のパイロット版を放送。
2019年3月11日 - 20日は『てれび戦士特別ミッション パラスポーツを調査せよ!』を放送。
2019年12月23日 - 25日は『Eうた♪ドラマ「歌のおじさん Eたん」』を放送のため番組休止（別枠扱い）。
天てれ第2部は2022年3月30日をもって終了となるが、その時点で放送されている3番組は放送時間を変更したうえで単独番組として継続する。
| NHK Eテレ 月曜 - 水曜18:45 - 18:54 | NHK Eテレ 月曜 - 水曜18:45 - 18:54 | NHK Eテレ 月曜 - 水曜18:45 - 18:54                         |
| 前番組                             | 番組名                             | 次番組                                                     |
| ---------------------------------- | ---------------------------------- | ---------------------------------------------------------- |
| 大!天才てれびくん ※18:20 - 18:54   | 天てれ第2部                        | ピタゴラスイッチ ※18:40 - 18:50忍たま乱太郎 ※18:50 - 19:00 |

## 1993年度
天才てれびくん「メディアタワー」
コーナー
- 恐竜惑星
- ポコ・ア・ポコ
- TVパラダイス

特別企画
- 年忘れ特別総集編
- てれび戦士vsテレビ魔王
- ポコ・ア・ポコ コンサート

## 1994年度
天才てれびくん「メディアステーション」
コーナー
- ジーンダイバー
- ポコ・ア・ポコ
- T.T.K. DRAMA SPECIAL
- TVパラダイス

特別企画
- 生放送だよ!天才てれびくん
- 年忘れ!天才てれびくん
- お正月だよ!天才てれびくん

## 1995年度
天才てれびくん「メディア砂漠」
コーナー
- アリス探偵局
- ミステリートラベラー
- T.T.K. DRAMA SPECIAL 悪夢の王
- ポコ・ア・ポコ
- 天てれ月曜生放送
- クイズ電脳バトラー
- 国盗りジパング
- ウ〜・ウォンテッド!
- 冒険!ジパング
- ハートがプルプル
- TV電話リレー
- TTK特派員報告
- ダチョウ倶楽部をぶっとばせ
- どうぶつビデオ日誌
- 利尻富士を征服せよ!

特別企画
- クイズ・黄金の国ジパング
- 運動会だよ!天才てれびくん
- 年忘れ!天才てれびくん
- お正月だよ!天才てれびくん
- 決定!日本一!ポコ・ア・ポコ大賞

## 1996年度
天才てれびくん「パラレルワールド」
コーナー
- アリス探偵局
- ダ・ヴィンチの迷宮
- 天てれ月曜生放送
- ゆけゆけジャーニーズ
- 電脳ウォーズQ
- ストロベリーパフェ
- どっか〜ん!新記録
- 突然!山手線ゲーム
- てれび戦士の挑戦
- 天てれスラムキング
- 先生おしえて
- TTK特派員報告
- 天てれディベート
- てれび戦士のそっくりさんを探せ!
- 北斗のGO!GO!フィッシング
- 料理対決
- 天てれ個人面談
- てれび戦士 in 宮古島

特別企画
- クイズ・電脳コロシアム
- めざせスーパーキッズ!!天てれ運動王
- 年忘れ!天才てれびくん'96
- 風雲ドラQラ城
- 天てれ一座旗あげ公演

## 1997年度
天才てれびくん「パラレルワールド」
コーナー
- 救命戦士ナノセイバー
- 妖怪すくらんぶる
- 天てれ月曜生放送
- クイズ ウルティマX
- 振り付け戦士フリフリマン
- ヨッちゃん 斗真のギター全力投球!!
- 突然!山手線ゲーム
- 子連れ狼
- 挑戦!イトウブラザーズが行く!
- 笑わん殿下
- TTK特派員報告
- ことばの王国
- ドクター天野の通信簿研究所
- 3年B組天八先生
- 天てれサミット
- おしゃべりなベンチ
- 天てれ家庭訪問
- 真夏の大挑戦

特別企画
- 激突!!アマゾン帝国VSウドゾン王国
- めざせ!スーパーキッズ!!天てれ秋の大運動会
- 大みそかだよ!天才てれびくん
- 電脳西遊記
- 天才てれびくんスペシャル in 厚木

## 1998年度
天才てれびくん「エエカゲンニ星」
コーナー
- アリスSOS
- ザ・ゴーストカンパニー
- 生2ゲームスタジオ（金曜生放送）
- ミュージックてれびくん
- TTKダンスプロジェクト
- メジャーリーグ
- 卓球一直線
- 海道がゆく
- GO!GO!てれび戦士
- 動物さんいらっしゃ〜い
- TTKインテリジェンス
- 黄金のたこ焼き
- TTK特派員報告
- ことばの王国
- FAX習字大賞
- 牧場へGO!
- 北海道大調査

特別企画
- 守れ!黄金の耳かき
- 大みそかだよ!天才てれびくん
- お正月だよ!天才てれびくん 正月って何だ てれび戦士全国大調査
- 天才てれびくん1000回記念

## 1999年度
天才てれびくんワイド「地球帰還ロケット」
コーナー
- スージーちゃんとマービー
- ミュージックてれびくん
- TTKコロシアム（木曜生放送）
- なりきりシンガーズ
- 紙相撲天てれ場所
- テレメロス
- ハイチーズ
- 一芸を磨け!
- TTK特派員報告
- ことばの王国
- FAX習字大賞
- 俳句大賞
- 転校生を探せ!天てれメッセンジャー
- みらい探検隊
- ピッツァピッツァ
- 天てれ俳句道場
- TTK裁判所
- TTK裁判所mini
- 天てれ新喜劇
- 2ショットトーク

特別企画
- てれび戦士の夏休み報告
- 天てれ号 謎の船旅へ
- 天才てれびくんワイドスペシャル in 寒川 秋の運動会
- 年忘れ!天才てれびくんワイドスペシャル リクエストアウォード
- 冬のワールドツアー

## 2000年度
天才てれびくんワイド「高層マンションの屋上」
コーナー
- へろへろくん
- ザ・ドリームサーフィン
- 魔界探偵
- ミュージックてれびくん
- ヒットをねらえ
- TTKコロシアム（木曜生放送）
- なりきりシンガーズ
- 天てれスタジアム スーパーキャッチ
- ハイチーズ
- 一芸を磨け!
- TTK特派員報告
- ことばの王国
- TTK調査隊
- 天てれトレジャー2001
- TTK裁判所
- TTK裁判所mini
- 天てれ新喜劇
- 2ショットトーク
- 俳句大賞
- てれび戦士の秘蔵写真
- 天てれ写シ〜ン大SHOW!
- 2000年度 その他の企画

特別企画
- キノコ帝国の財宝を探せ
- 今世紀最後の天才てれびくんワイドスペシャル リクエストアウォード
- ミュージックてれびくんスーパーライブ!!

## 2001年度
天才てれびくんワイド「天才丸」
コーナー
- 探偵少年カゲマン
- 魔界同盟
- 天ドラ
- ミュージックてれびくん
- TTK ROCKS
- TTKコロシアム（木曜生放送）
- 天てれスタジアム ミラクルシューター
- タイムバトルあなたの町でうろうろ
- 天てれショータイム
- ファッションウェーブ
- 天てれ職業案内
- 天てれハウス
- 天てれ歳時記
- やぎっち様
- TTK情報室ふるさとファイル
- MCでクイズ!!
- てれび戦士のお宝自慢!

特別企画
- てんさい魔法塾に風が吹く!
- 大みそかだよ!天才てれびくんワイド 紅白天てれ合戦
- MTKスーパーライブ2002

## 2002年度
天才てれびくんワイド「メディアステーション」
コーナー
- ベイベーばあちゃん
- ドラムカンナの冒険
- SF (?)スペース新喜劇 ラフィン★スター
- 天ドラ
- ミュージックてれびくん
- 天てれゲームスクランブル（木曜生放送）
- 天てれスタジアム ミラクルシューター
- さわってドッキリ
- 昭和生まれをなめたらいかんゼヨ!!
- 天てれランキングショー
- 一芸道場
- やぎっち法典
- ADヤマモトの極秘資料室
- 不思議調査隊
- まんぷくくん
- てれび戦士のプロデュースX
- 天てれハッピーネーム
- 天てれことわざ工房
- ADヤマモトのわたし勝ちます
- 2002年度 その他の企画

特別企画
- SF(?)スペース新喜劇 宇宙旅館SOS!
- MTKスーパーライブ2003
- 天才てれびくん10周年スペシャル

## 2003年度
天才てれびくんMAX「ハイパーキングダム学園」
コーナー
- こちらHK学園笑芸部!
- ミュージックてれびくん
- なりきりシンガーズ
- ゴルゴ13人
- ゴルゴ13面相
- 天てれスタジアム 戦国フリースロー
- 天てれ顔相撲
- B-1グランプリ
- B-1クライマックス
- 出張リクエスト企画
- 天てれ工房おしかけデッシーズ
- 天てれハウス2003
- 死語20世紀
- ハイパーげんごリアン
- あるある川柳
- かきえもん
- T.T.K. HEADLINE NEWS
- ゴル語
- 2003年度 その他の企画

特別企画
- 風雲!エドロポリス
- モンキー座のゴルゴ13面相
- 年度末特別生放送

## 2004年度
天才てれびくんMAX「プラズマ界」
コーナー
- ドラマ プラズマ界
- ミュージックてれびくん
- Thursday live（木曜生放送）
- 天てれゲームゾーン
- 紙フトタッチダウン
- 出張リクエスト企画
- スチャラカ!人気者王
- 挑戦!サバニレース
- 1192作ろう!!天てれ幕府
- ワガママ放題!勝手議会
- 天てれ大喜利
- こちら「週刊天てれ」編集部
- 2004年度 その他の企画

特別企画
- ロック星の叫び プラズマ宇宙旅行
- テンタニック号危機一髪!プラズマ大歌合戦

## 2005年度
天才てれびくんMAX「ユゲデール王国」
コーナー
- ユゲデール物語
- 天てれドラマ
- ミュージックてれびくん
- ユゲデランドから生放送!（木曜生放送）
- 天てれゲームゾーン
- 紙フトタッチダウン
- 天てれミッション
- ワガママ放題!勝手議会
- こちら「週刊ユゲデールマガジン」編集部
- お笑いゆ〜げん会社
- 新人の作文と称号

特別企画
- 天才てれびくん外伝 宇宙船ソフィア号の冒険
- ユゲデールを救え!てれび戦士 史上最大の危機

## 2006年度
天才てれびくんMAX「ユゲデール王国」
コーナー
- 新ユゲデール物語
- 天てれドラマ
- ミュージックてれびくん
- ハッピー木曜!（木曜生放送）
- お宝争奪!!ゲームバトル in ユゲデール
- 紙フトタッチダウン
- 放課後コロシアム
- 天てれミッション
- 天てれ部活動
  - 天てれ女子一輪車部
  - 天てれ冒険部
- 知識の泉
- もしもし!街の絵描きさん
- おしえて!お宝鑑定人!
- ワガママ放題!勝手議会
- こちら「週刊ユゲデールマガジン」編集部
- やたら★めったら 地球未来研究所
- お悩み解決 カリスマ占い師
- きまぐれ天てれ塾
- ハーフミニッツショー
- 2006年度 その他の企画

特別企画
- チャイルドスターを救え!未来はボクらのもの

## 2007年度
天才てれびくんMAX「ナンダーMAX」
コーナー
- 大迷宮冒険記
- 天てれドラマ
- ミュージックてれびくん
- ウキウキ木曜!（木曜生放送）
- お宝カード争奪!ナンダーゲームバトル!
- 紙フトタッチダウン
- 放課後コロシアム
- めざせオンリーワン!天てれ一武道会
- 天てれツアー旅ッQ
- 天てれミッション
- 天てれ部活動
  - 天てれダブルダッチ部
  - 天てれラテンダンス部
- いい!TV
- なんでも大辞天
- なかよし秘密結社
- おたより紹介しようかい!
- お笑い天才の穴
- 2007年度 その他企画

特別企画
- ボリボリ大サーカスの奇跡〜約束の場所へ〜

## 2008年度
天才てれびくんMAX「ナンダーMAX」
コーナー
- 日付変更船プッカリーノ
- 天てれドラマ
- ミュージックてれびくん
- ウキウキ木曜!（木曜生放送）
- MAXバッジ争奪 ゲームバトル
- 紙フトタッチダウン
- 放課後コロシアム
- 天てれツアー旅ッQ
- 天てれミッション
- 天てれ部活動 熱血!!漫才部
- いい!TV
- どこでも行きマウス!チュー太郎
- 未来レスキュー作戦会議
- 天てれゼミナール
- 天てれ式大辞天
- おたより紹介しようかい!
- 天才!ファクトリー
- ガチブリろうか
- スクラップQ
- ワンミニッツクエスチョン
- 2008年度 その他の企画

特別企画
- サヨナラ生放送〜てれび戦士の決断〜

## 2009年度
天才てれびくんMAX「高層ビルの屋上」
コーナー
- ウキウキ木曜!（木曜生放送）
- ミラクルシャッター
- ゴルフBOY
- よみきりっ!
- 天てれ9分劇場
- ミュージックてれびくん
- MTK全国オーディション
- おしかけ歌謡ショー
- アベコーLAND
- スーパーディスクシューター
- 天てれ部活動
  - 女子セパタクロー部
  - 天てれサーカス部
- 全国緊急ボランティア48!
- エンタの王道〜楽して学ぼう〜
- ガールズ通信社
- 特命!天てれ調査隊
- 魁!男一番塾
- 戦士取調室
- スミッコの反省部屋
- スミッコのてれび戦士調査隊
- 街角ガチブリショー
- てれび戦士1分勝負!
- 2009年度 その他の企画

特別企画
- 天才てれびくんMAXプレゼンツ ABUアジア子どもドラマシリーズ
- 天てれヒストリー
- Dreaming〜時空をこえる希望の歌〜

## 2010年度
天才てれびくんMAX「天てれ学園」
コーナー
- ウキウキ木曜!（木曜生放送）
- 忍者スピリット
- 幽霊ホテルへいらっしゃい
- いとしのスシガール〜SUSHI girl my love〜
- こちら上原リク探偵事務所
- 平成桃太郎裁判
- ミュージックてれびくん
- MTK全国オーディション2010
- 全国声優オーディション こえたまごっ!
- ガレッジランド
- ガチガレッジ
- メンコファイター7
- 日本全国ハンコビンゴの旅!
- 天てれ部活動
  - 天てれ男子ライフセービング部
  - 天てれチアリーディング部
- 新エンタの王道
- 王子さまお姫さまを探せ!!
- 放課後レッスン
- ダンス虎の穴
- 徹底検証!戦士の豪語
- 給食には出ない秘密レシピ
- 戦士取調室
- おじいちゃんの人生問答
- 至福のひととき
- 天てれ学園講堂
- 天てれ1分劇場
  - 天てれ稜駿伝
  - 天てれかしまし娘
  - いつか使えるフランス語講座
- 天てれ川柳
- おたよりしょうかいコーナー
- 2010年度 その他の企画

特別企画
- ホセ王国の不思議な弓矢〜くしゃみ姫を救え!〜

## 2011年度
大!天才てれびくん「大天才テレビジョン」
コーナー
- ドラマ・大天才テレビジョン
- ドラまちがい
- ちび☆デビ!
- ミュージックてれびくん
- 大!木曜LIVE（木曜生放送）
- ヒット番組への道
- てれび戦士育成計画
- ごちそう on the EARTH
- 大!宇宙臨時放送局
- 乗りすけさん
- 大天才テレビジョン アニメ制作部
- どうぶつ飼いたい!百科
- 大!天職
- 札式蹴り野球
- 人の話を聞け
- 大天才テレビジョン放送技術研究所
- てれび戦士問答
- 古坂大魔王の特選!ダメトーク

特別企画
- 2011年度 月曜企画
- 大!天才クエスト
- 地デジ化 緊急企画! 大!QUIZ祭
- 迷走劇場ウラシマ

## 2012年度
大!天才てれびくん「大天才テレビジョン」
コーナー
- ドラマ・大天才テレビジョン
- ドラまちがい
- ちび☆デビ!
- ズモモとヌペペ
- 黒魔女さんが通る!!
- ミュージックてれびくん
- てれび戦士プロデュース室
- 大!木曜LIVE（木曜生放送）
- ヒット番組への道
- てれび戦士育成計画
- フダケリ ワルズの逆襲
- ドウブツカメラ!
- 古坂大魔王のマル秘ダメトーク
- ごはんがすすむ○○〜大天才テレビジョン社員食堂〜
- 大天才テレビショッピング
- 人の話を聞け
- 大天才テレビジョン放送技術研究所
- 乗りすけさん
- てれび戦士問答

特別企画
- 大!天才クエストII〜古坂大魔王の挑戦状〜
- 大天才ニュースUSO
- 祝20周年 バンザイ!天才てれびくん
- 真夏の夜の虫

## 2013年度
大!天才てれびくん「大天才テレビジョン」
コーナー
- ドラマ・大天才テレビジョン
- ドラまちがいd
- ちび☆デビ!
- 黒魔女さんが通る!!
- ミュージックてれびくん
- 大!木曜LIVE（木曜生放送）
- ヒット番組への道
- てれび戦士育成計画
- フダケリ ワルズの野望
- 押忍!シャイ番長友情の旅
- 大天才テレビジョン放送技術研究所
- 乗りすけさん
- 人の話を聞け
- 大天才テレビジョン報道部 スクープ野郎Uチーム
- 古坂大魔王のワルラジ
- 古坂大魔王のワルラジ ミニ 20秒で答えろ

特別企画
- 大!天才クエストIII〜大天才王国物語〜
- パズルの迷宮とゼロの秘宝

## 2014年度
Let's天才てれびくん「第5やたがらす丸」
コーナー
- Let'sストーリー
- Let'sミッション
- 茶の間戦士訓練
- 木曜生放送
- 天てれ第2部

## 2015年度
Let's天才てれびくん「第5やたがらす丸」
コーナー
- Let'sストーリー
- Let'sミッション
- 茶の間戦士訓練
- 木曜生放送
- 天てれ第2部

派生番組
- どちゃもん じゅにあ

## 2016年度
Let's天才てれびくん「第5やたがらす丸」
コーナー
- Let'sストーリー
- Let'sミッション
- 茶の間戦士訓練
- 木曜生放送
- 天てれ第2部

派生番組
- どちゃもん じゅにあ
- どちゃもん あさめしまえ

## 2017年度
天才てれびくんYOU「守守団」
コーナー
- YOUストーリー
- YOUミッション
- トレーニングライブ
- 木曜生放送
- 天てれ第2部

派生番組
- どちゃもん あさめしまえ

## 2018年度
天才てれびくんYOU「守守団」
コーナー
- YOUストーリー
- YOUミッション
- トレーニングライブ
- 木曜生放送
- 天てれ第2部

派生番組
- マーヴェラスTVジム
- てれび戦士特別ミッション パラスポーツを調査せよ!

## 2019年度
天才てれびくんYOU「守守団」
コーナー
- YOUストーリー
- YOUミッション
- トレーニングライブ
- 木曜生放送
- 天てれ第2部

特別企画
- リアル戦争ゲーム

## 2020年度
天才てれびくんhello,「電空」
コーナー
- 電空物語
- メイン企画
  - 電空リサーチ
- ピクセル採掘場
- 木曜生放送
- D-1グランプリ
- やるぞんカプセル
- みやぞんくじ
- おたより紹介コーナー
- 天てれ第2部

## 2021年度
天才てれびくんhello,「電空」
コーナー
- 電空物語
- メイン企画
  - 電空リサーチ
  - 天てれビアポン〜ダブルス日本代表への道〜
  - 天てれ漫画
- ピクセル採掘場
- 木曜生放送
- やるぞんカプセル
- みやぞんくじ
- ソニアのおたより紹介コーナー
- ミュージックてれびくん
- 天てれ通信
- 天てれ第2部

特別企画
- モテたいゲンタ,ものがたり

## 2022年度
天才てれびくんhello,「電空」
コーナー
- 電空物語
- メイン企画
- ピクセル採掘場
- 木曜生放送
- 電書バト
- 火曜前半
  - 電キャ絆バトル
  - 電キャ絆チャレンジ
  - ピンクモンスターギュナイを救え!
  - 天才ねっとくん
- てれび戦士のおたよりコーナー
- センパイからのアドバイス
- ミュージックてれびくん
- 天てれ通信

## 2023年度
天才てれびくん「ジオワールド」
コーナー
- ジオ物語
- 主要企画
- エナジー道場
- 木曜LIVE（木曜生放送）
- 天てれ部活DO!
- わくわく島留学
- てれジャーハンター
- おたすけ戦隊テレセンジャー
- 発掘!まちキング
- ネガ→ポジ大作戦
- いただきます!世界の晩ごはん
- 紙フトタッチダウン
- 天てれ30thパーティー
- CGスタジオバラエティ
- ジオビーの家
- 指プル2
- ジオビーの部屋
- 日本全国!つないでジモQ!
- 体験ことばずかん
- 天てれ通信

## 2024年度
天才てれびくん「ジオワールド」
コーナー
- ジオ物語
- 主要企画
- エナジー道場
- 木曜LIVE（木曜生放送）
- ジオゲークラブ
- 喫茶チャノマ
- おたすけ戦隊テレセンジャー
- いただきます!世界の晩ごはん
- 日本全国!つないでジモQ!
- ジオビーの家
- 指プル2
- 指プル3
- 天てれ通信